# 蘇丹馬赫穆德
蘇丹馬赫穆德，(1900年-1982年)，是來自緬甸阿拉干（現為若開邦）的政治家。在英屬印度（包括直到1937年的緬甸省），馬赫穆德擔任中央立法議會的內閣秘書。 在緬甸獨立後，他於1957年通過布迪当的選舉當選為緬甸議會議員。他於1960年再次當選。他從1960年起擔任緬甸聯邦衛生部長，直到1962年緬甸政變。
當緬甸考慮成為吳努總理的“多樣性統一”政策下的聯邦政府時，馬哈茂德提出，阿拉干的印度人應該有一個單獨的省份，覆蓋納夫河和加叻丹河之間的地區; 或者如果與阿拉干佛教徒建立一個單獨的阿拉干省，它應該有一個結構，穆斯林和佛教徒交替作為省長。

## 早年生活
蘇丹馬赫穆德1900年生於实兑，於加爾各答受教育。

## 政治生涯
當緬甸成為英屬印度的一部分時，馬赫穆德在新德里的中央立法議會中擔任內閣秘書的重要職務。在1957年的一次補選中，馬赫穆德從布迪当北選區當選為聯邦議會議員。他被任命為緬甸總統內閣的衛生部長。馬赫穆德在1960年緬甸大選期間再次當選。在擔任衛生部長期間，在阿拉干地區建立了幾家醫院，包括阿恰布綜合醫院和布迪当醫院。作為議員，馬赫穆德說服教育部建立了幾所學校，他還設法為在英國留學的阿拉干印度人學生創建獎學金計劃。

## 建邦問題
在贏得1960年大選後，吳努總理任命了一個調查委員會，研究是否應該在阿拉干建邦。該委員會發現大多數阿拉干佛教徒支持建邦，而大多數阿拉干印度人（穆斯林占多數）反對建抑。蘇丹馬赫穆德提議在印度人佔多數的阿拉干北部建立一個阿拉干印度人州。馬赫穆德引用莫臥兒帝國的遠征，直到1666年沙伊斯塔汗攻下的加叻丹河，形成了阿拉干穆斯林和佛教徒之間邊界的基礎。卡叻丹河分開穆斯林占多數的北部和佛教徒佔多數的南部地區。

## 備忘錄
1960年10月20日，蘇丹馬赫穆德及其同事向州立協商委員會提交了一份備忘錄。該備忘錄為建邦製定了兩個條件：1）如果阿拉干佛教徒支持他們的要求; 2）如果擬議省的憲法將包括對印度人自治的充分保障。新邦的州長將在印度人和阿拉干佛教徒之間交替。
該提案提到，如果一個州的州長是穆斯林，那麼邦的議長就必須是非穆斯林，但如州長是佛教徒;反之亦然。同樣的安排適用於大多數其他選舉或任命的公共機構。該備忘錄呼籲宗教自由，包括根據個人信仰在教育機構學習宗教研究的自由。應允許阿拉干印度人發展羅興亞語言和文化。首席執行官將有一名指定官員來監督阿拉干印度人的事務。